# Râul Vâna Secănească
Vâna Secănească sau Vâna Ohaba este un afluent al râului Mâtnic. 

## Hărți
- Harta Județului Caraș-Severin